# Welsh-Romani
Welsh-Romani is een variëteit van het Romani, een Indische taal gesproken door de Roma, in Engeland en Wales. Bij ISO/DIS 639-3 is de code rmw.
Het aantal Welsh-Romani-sprekers is niet bekend. Een andere taal is Angloromani, een mengtaal.
Volgens Boretzki (2004)  hoort het Welsh-Romani bij de nördliche Konglomeration.